# Xiaomi Mi MIX 2

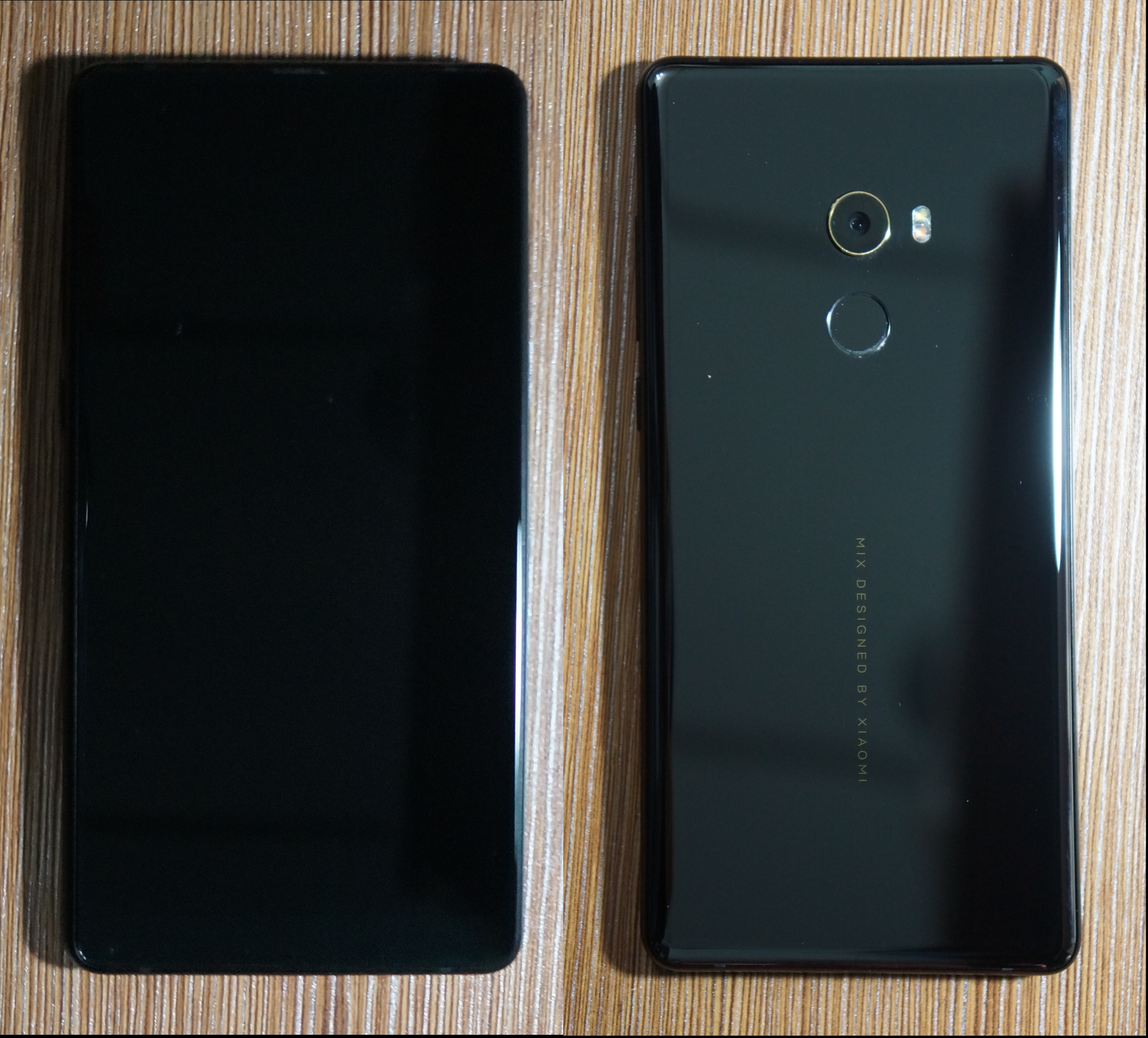
La parte delantera y trasera del Xiaomi Mi Mix 2

Xiaomi Mi MIX 2 es un teléfono inteligente Android del subtipo tabléfono fabricado por Xiaomi. Se anunció y lanzó por primera vez en China en septiembre de 2017 y luego se lanzó en la India en un evento en Delhi el 10 de octubre de 2017. Es el sucesor de Xiaomi Mi MIX. El cuerpo cerámico fue diseñado por Philippe Starck.

## Especificaciones

### Hardware
El Mi MIX 2 está equipado con el procesador Qualcomm Snapdragon 835, con 6 u 8 GB de memoria LPDDR4X RAM. Tiene una pantalla LCD IPS de 1080p (152 mm) de 5.99 pulgadas y cuenta con un sistema de cámara OIS de 4 ejes. Las opciones de almacenamiento incluyen 64, 128 o 256 GB en China, pero solo 128 GB en India. El teléfono cuenta con un escáner de huellas dactilares en la parte posterior y una cámara frontal en la parte inferior. Cuenta con una batería de 3,400 mAh, con un conector reversible USB-C que admite Quick Charge 3.0. También tiene un diseño curvo en cerámica. No cuenta con conector para auriculares 3.5mm y viene con un adaptador de conector de auriculares USB-C a 3.5 mm provisto en la caja.

### Software
En sus versiones originales se ofrecía con Android 8.0 "Oreo" y la capa personalizada de Xiaomi MIUI 10 preinstalada.
En la actualidad se actualiza mediante  OTA a Android 9 y la capa de personalización de Xiaomi MIUI 12.0.

## Xiaomi Mi MIX 2S
Xiaomi dio a conocer una nueva versión del Mi MIX 2, el Mi MIX 2S, el 27 de marzo de 2018. Desarrollado por el Qualcomm Snapdragon 845,  cuenta con la misma pantalla LCD IPS de 1080p (5.99 pulg.) (152 mm) que se encuentra en el Mi MIX 2. una nueva cámara dual de 12 MP, carga inalámbrica  Qi y está precargada con Android 8.0 Oreo. 
El Mi MIX 2S recibió una puntuación de 97 en DxOMark.

## Recepción
En agosto de 2017, recibió el Premio de Oro IDEA  por su diseño.[cita requerida]
En las revisiones, los comentarios generales fueron favorables, y los críticos elogiaron los elementos más accesibles sobre el Mi Mix original, como las bandas LTE mundiales, un precio más bajo que el Mi Mix original, una pantalla más pequeña y un altavoz tradicional para reemplazar el piezoeléctrico. Altavoz en el original Mi Mix. Los usuarios están reportando problemas de conexión 4G en Francia en Orange y Bouygues Networks. Además, el teléfono no es compatible con 4G + Carrier Aggregation Intern y (B3 + B7), que se usa ampliamente en Europa.[cita requerida]